# Puchar Rous
Puchar Rous - seria meczów towarzyskich o puchar Rous rozgrywanych w latach 80. XX w. W spotkaniu uczestniczyły zespoły: Szkocji i Anglii oraz 1 reprezentacja z Ameryki Południowej.

## Puchar Rous 1985
W spotkaniu uczestniczyły zespoły: Szkocji i Anglii.

### Mecze
| 25 maja Glasgow |  | Szkocja | 1 | - | 0 (0-0) | Anglia |

Triumfatorem turnieju o puchar Rous 1985 został zespół Szkocji.

## Puchar Rous 1986
W spotkaniu uczestniczyły zespoły: Szkocji i Anglii.

### Mecze
| 23 kwietnia Londyn |  | Anglia | 2 | - | 1 (2-0) | Szkocja |

Triumfatorem turnieju o puchar Rous 1986 został zespół Anglii.

## Puchar Rous 1987
W turnieju uczestniczyły zespoły: Anglii, Szkocji i Brazylii.

### Mecze
| 19 maja Londyn |  | Anglia | 1 | - | 1 (1-1) | Brazylia |

| 23 maja Glasgow |  | Szkocja | 0 | - | 0 | Anglia |

| 26 maja Glasgow |  | Szkocja | 0 | - | 2 (0-0) | Brazylia |

### Tabela końcowa
| M | Reprezentacja | L.m. | Zw. | Rem. | Por. | Bramki | R.br. | Pkt |
| 1 | Brazylia      | 2    | 1   | 1    | 0    | 3:1    | +2    | 3   |
| 2 | Anglia        | 2    | 0   | 2    | 0    | 1:1    | 0     | 2   |
| 3 | Szkocja       | 2    | 0   | 1    | 1    | 0:2    | -2    | 1   |

Triumfatorem turnieju o puchar Rous 1987 został zespół Brazylii.

## Puchar Rous 1988
W turnieju uczestniczyły zespoły: Anglii, Szkocji i Kolumbii.

### Mecze
| 17 maja Glasgow |  | Szkocja | 0 | - | 0 | Kolumbia |

| 21 maja Londyn |  | Anglia | 1 | - | 0 (1-0) | Szkocja |

| 24 maja Londyn |  | Anglia | 1 | - | 1 (1-0) | Kolumbia |

### Tabela końcowa
| M | Reprezentacja | L.m. | Zw. | Rem. | Por. | Bramki | R.br. | Pkt |
| 1 | Anglia        | 2    | 1   | 1    | 0    | 2:1    | +1    | 3   |
| 2 | Kolumbia      | 2    | 0   | 2    | 0    | 1:1    | 0     | 2   |
| 3 | Szkocja       | 2    | 0   | 1    | 1    | 0:1    | -1    | 1   |

Triumfatorem turnieju o puchar Rous 1988 został zespół Anglii.

## Puchar Rous 1989
W turnieju uczestniczyły zespoły: Anglii, Szkocji i Chile.

### Mecze
| 23 maja Londyn |  | Anglia | 0 | - | 0 | Chile |

| 27 maja Glasgow |  | Szkocja | 0 | - | 2 (0-1) | Anglia |

| 30 maja Glasgow |  | Szkocja | 2 | - | 0 (1-0) | Chile |

### Tabela końcowa
| M | Reprezentacja | L.m. | Zw. | Rem. | Por. | Bramki | R.br. | Pkt |
| 1 | Anglia        | 2    | 1   | 1    | 0    | 2:0    | +2    | 3   |
| 2 | Szkocja       | 2    | 1   | 0    | 1    | 2:2    | 0     | 2   |
| 3 | Chile         | 2    | 0   | 1    | 1    | 0:2    | -2    | 1   |

Triumfatorem turnieju o puchar Rous 1989 został zespół Anglii.